# Iara (Cluj)
Iara (Hongaars: Alsójára, Duits: Jahren) is een gemeente in Cluj. Iara ligt in de regio Transsylvanië, in het westen van Roemenië.
In 1910, toen dit gebied nog bij het Koninkrijk Hongarije hoorde, bleken bij de volkstelling 887 van de 1842 inwoners Hongaars (53,6%) te zijn, 833 (45%) etnisch Roemeens en de rest Roma. Bij de volkstelling van 1992 was de balans omgeslagen: 4779 van de 5190 inwoners (92%) waren Roemeens, 222 Roma (4,3%) en 186 Hongaars (3,6%).
Steden met gemeentestatus: Cluj-Napoca · Turda · Câmpia Turzii · Dej · Gherla

Stad zonder gemeentestatus: Huedin

Gemeenten: Aghireșu · Aiton · Aluniș · Apahida · Așchileu Mare · Baciu · Băișoara · Beliș · Bobâlna · Bonțida · Borșa · Buza · Căianu · Călățele · Cămărașu · Căpușu Mare · Cășeiu · Cătina · Câțcău · Ceanu Mare · Chinteni · Chiuiești · Ciucea · Ciurila · Cojocna · Cornești · Cuzdrioara · Dăbâca · Feleacu · Fizeșu Gherlii · Florești · Frata · Gârbău · Geaca · Gilău · Iara · Iclod · Izvoru Crișului · Jichișu de Jos · Jucu · Luna · Măguri-Răcătău · Mănăstireni · Mărgău · Mărișel · Mica · Mihai Viteazu · Mintiu Gherlii · Mociu · Moldovenești · Negreni · Pălatca · Panticeu · Petreștii de Jos · Ploscoș · Poieni · Râșca · Recea-Cristur · Săcuieu · Săndulești · Săvădisla · Sânncraiu · Sânmartin · Sânpaul · Someșeni · Sic · Suatu · Tritenii de Jos · Tureni · Țaga · Unguraș · Vad · Valea Ierii · Viișoara · Vultureni